# Lema de Borel-Cantelli
Em teoria das probabilidades, o lema de Borel–Cantelli é um teorema sobre sequências de eventos. Em geral, é um resultado na teoria da medida. É nomeado em referência a  Émile Borel e Francesco Paolo Cantelli.

## Estabelecimento do lema para espaços de probabilidade
Fazendo-se (En) ser uma sequência de eventos em algum espaço de probabilidade.
O lema de Borel–Cantelli estabelece:
Se a soma das probabilidade de En é finita
{\displaystyle \sum _{n=1}^{\infty }\Pr(E_{n})<\infty ,}
então a probabilidade que infinitamente muitos deles ocorram é 0, que é,
{\displaystyle \Pr \left(\limsup _{n\to \infty }E_{n}\right)=0.\,}
Aqui, "lim sup" denota limite superior da sequência de eventos, e cada evento é um conjunto de resultados. Isto é, lim sup En é o conjunto de resultados que ocorrem infinitamente muitas vezes dentro da sequência de eventos infinita (En).  Explicitamente,
{\displaystyle \limsup _{n\to \infty }E_{n}=\bigcap _{n=1}^{\infty }\bigcup _{k=n}^{\infty }E_{k}.}
O teorema entretanto afirma que se a soma das probabilidades dos eventos En é finita, então o conjunto de todos os resultados que são "repetidos" infinitamente (muitas vezes) devem ocorrer com probabilidade zero. Note-se que nenhuma suposição de independência é requerida.

### Exemplo
Por exemplo, supondo que (Xn) seja uma sequência de variáveis aleatórias com Pr(Xn = 0) = 1/n2 para cada n. A probabilidade que Xn = 0 ocorre por infinitamente muitos n é equivalente à probabilidade da intersecção de infinitamente muitos [Xn = 0] eventes. A intersecção de tais infinitamente muitos eventos é um conjunto de resultados comuns a todos eles. Entretanto, a soma ∑Pr(Xn = 0) é uma série convergente (de fato, é uma função zeta de Riemann que tende a π2/6), e então o lema de Borel–Cantelli Lemma estabelece que o conjunto de resultados que são comuns a tais infinitamente muitos eventos ocorrem com probabilidade zero. Por isso, a probabilidade de Xn = 0 ocorrendo para infinitamente muitos n é 0. Quase certamente (i.e., com probabilidade 1), Xn é não nula para todos mas finitamente muitos n.

## Espaços de medida gerais
Para espaços de medida gerais, o lema de Borel–Cantelli toma a seguinte forma:
Deixa μ ser uma medida sobre um conjunto X, com σ-álgebra F, e fazendo (An) ser uma sequência em F. Se
{\displaystyle \sum _{n=1}^{\infty }\mu (A_{n})<\infty ,}
então
{\displaystyle \mu \left(\limsup _{n\to \infty }A_{n}\right)=0.\,}

## Resultado de conversão
Um resultado relacionado, algumas vezes chamado o segundo lema de Borel–Cantelli, é um conversão parcial do primeiro lema de Borel–Cantelli. Ele diz:
Se os eventos En são independente e a soma de probabilidades de En diverge do infinito, então a probabilidade que infinitamente muitos deles ocorram é 1.
A suposição de independência pode ser enfraquecido a independência paritária, mas neste caso a demonstração é mais difícil.
O teorema do macaco infinito é um caso especial deste lema.
O lema pode ser aplicado para dar cobertura ao teorema em Rn. Especificamente (Stein 1993, Lemma X.2.1), se Ej é uma coleção de subconjuntos mensurávei de Lebesgue de um conjunto compacto em Rn tais que
{\displaystyle \sum _{j}\mu (E_{j})=\infty ,}
então existe uma sequência Fj de transformações
{\displaystyle F_{j}=E_{j}+x_{j}}
tais que
{\displaystyle \lim \sup F_{j}=\bigcap _{n=1}^{\infty }\bigcup _{k=n}^{\infty }F_{k}=\mathbb {R} ^{n}}
à parte de um conjunto de medida zero.

## Contrapartida[2]
Outro resultado relacionado é o assim chamado contrapartida do lema de Borel–Cantelli.  É uma contrapartida do
Lema no sentido que fornece uma condição necessária e suficiente para o limite superior ser 1 por substituir uma suposição de independência pela suposição completamente diferente que {\displaystyle (A_{n})} é monótona crescendo para índices suficientemente grandes. Este Lema afirma:
Fazendo-se {\displaystyle (A_{n})} ser tal que {\displaystyle A_{k}\subseteq A_{k+1}},
e fazendo {\displaystyle {\bar {A}}} denotar o complemento de {\displaystyle A}. Então a probabilidade de infinitamente muitos {\displaystyle A_{k}} ocorre (que é, ao menos um {\displaystyle A_{k}} ocorre) é um se e somente se existe uma sequência estritamente crescente de inteiros positivos {\displaystyle (t_{k})} tal que
{\displaystyle \sum _{k}\Pr(A_{t_{k+1}}|{\bar {A}}_{t_{k}})=\infty .}
Este simples resultado pode ser útil em problemas tais como no caso daqueles que envolvem precisar probabilidades para processos estocásticos com a escolha da sequência {\displaystyle (t_{k})} normalmente sendo a essencial.